# Messa arcaica
Messa Arcaica (titolo completo Messa arcaica, composizione per soli, coro e orchestra) è una messa in lingua latina di Franco Battiato che fece il suo debutto nel 1993 e fu successivamente registrata nel 1994. Fu pubblicata dalla EMI, prodotta da Enrico Maghenzani, e registrata ai Logic Studio di Milano. Le partiture originali dell'opera sono conservate nell'archivio personale di Giusto Pio.
La prima, della quale esiste un'edizione video, si tenne il 24 ottobre 1993 alla Basilica superiore di Assisi. Il giorno precedente, alla Basilica di San Bernardino (L'Aquila), vi fu l'anteprima.
Alcune repliche negli anni Novanta furono eseguite nei monasteri di Santa Chiara e di Santa Croce a Firenze.
Ventiquattro anni dopo, nel settembre 2017, venne riproposta al Teatro Greco di Catania. Fu l'ultimo concerto di Battiato, prima del suo ritiro dalla scena musicale e televisiva.

## Tracce della registrazione
Musica di Franco Battiato, orchestrazione di Franco Battiato e Giusto Pio.
1. Kyrie - 14:31
2. Gloria - 4:58
3. Credo - 2:51
4. Sanctus - 6:44
5. Agnus Dei - 6:05

## Musicisti
- Franco Battiato - voce
- Angelo Privitera - tastiera, programmazione
- Filippo Destrieri - tastiera, programmazione
- Carlo Guaitoli - pianoforte
- Akemi Sakamoto - mezzosoprano
- coro Athestis Chorus diretto da Filippo Maria Bressan
- orchestra I Virtuosi Italiani diretta da Antonio Ballista
- Giusto Pio - direzione d'orchestra durante alcune esecuzioni live[4]